# Jacob Bronowski
Pour les articles homonymes, voir Bronowski.
 (août 2021).
Si vous disposez d'ouvrages ou d'articles de référence ou si vous connaissez des sites web de qualité traitant du thème abordé ici, merci de compléter l'article en donnant les références utiles à sa vérifiabilité et en les liant à la section « Notes et références ».
Jacob Bronowski, né le 18 janvier 1908 à Łódź dans l'Empire russe et mort le 22 août 1974 à East Hampton, New York aux États-Unis, est un mathématicien britannico-américain d'origine polonaise, de tradition hébraïque, philosophe des sciences et poète, auteur du livre Science and Human Values en 1956, compagnon de travail du mathématicien John von Neumann, fondateur de la théorie des ensembles et auteur de la théorie des jeux.

## Genèse
Jacob Bronowski est né 1908  à Łódź, une ville polonaise alors dans l'Empire russe. Pendant la Première guerre mondiale, la famille est partie pour l'Allemagne. Puis, le père Abram Bronowski ayant monté un commerce à Londres, toute la famille y immigra avec sa mère Celia Flatto en 1920.
Ce n'était pas facile pour le petit « Bruno », comme on l'appelait affectueusement, d'arriver sans connaître le premier mot d'anglais, mais il connaissait déjà une langue, le polonais. « À partir d'une première langue maîtrisée, toutes les autres viendront comme des détails », affirma-t-il plus tard.
Élève méritant, Bronowski obtint une bourse d'études en mathématiques au Jesus College de Cambridge où il a commencé le cursus du tripos de mathématiques et devint Wrangler (sommet de la première liste des meilleurs étudiants, correspondant au statut de « major » à l'École Polytechnique de Paris) en 1930.
Mais il conservait un amour pour la littérature et édita une revue littéraire, Experiment, avec d'autres étudiants en mathématiques ; elle a paru pour la première fois en 1928. Comme il l'affirma plus tard, la poésie était pour lui un amour précoce pour les mathématiques : « Ces années à Cambridge étaient celles de l'expansion de mes intérêts ».

## Maturation
Après son doctorat en mathématiques sur une thèse au sujet des problèmes en géométrie et topologie (études des formes simples et complexes, respectivement) et sa citoyenneté britannique en 1933, il vivait à Majorque pour un temps et il fut nommé maître de conférences (Lecturer) en mathématiques et son premier livre publié en 1939 n'était pas un livre de mathématiques, mais une plaidoirie pour le poète.
Son livre le plus connu est intitulé William Blake, a man without a mask (1944), le poète romantique souvent cité par Gregory Bateson. En 1941, il se maria avec Rita Coblentz qui était une sculptrice (de leur union naîtra l'essayiste Lisa Jardine) et ils quittèrent Hull en 1942 pour des travaux militaires dans des endroits secrets et Bronowski devint un pionnier de la recherche opérationnelle en utilisant une théorie mathématique qu'il a développée pour augmenter l'efficacité des bombardements aériens. En 1945, il alla au Japon avec la mission des Chefs d'État Major britannique pour étudier les effets de la bombe atomique sur Nagasaki et cette expérience a été le point tournant de sa vie, en abandonnant la recherche scientifique pour se concentrer sur l'éthique de la science et ensuite sur la biologie des sciences de la vie.
Dans son livre Science and Human Values (1956), il a décrit sa visite à Nagasaki et après cette visite il a écrit le fameux rapport « The Effects of Atomic Bombs at Hiroshima and Nagasaki ». Après ses travaux militaires, Bronowski a abandonné l'usage militaire des mathématiques.

## Travaux
Les travaux civils en mathématiques se rapportaient à la recherche opérationnelle et il a publié un article en statistique avec Jerzy Neyman, The variance of the measure of a two-dimensional random set (1945) et a ensuite travaillé pour l'UNESCO dans l'application des statistiques à l'économie et à l'industrie de 1947 à 1950 quand il fut nommé directeur du Centre de recherche des charbonnages de Grande-Bretagne (Coal Research Establishment of the National Coal Board). Il dirigeait les recherches sur les carburants sans fumée, dont une forme a  été nommée « briques de Bronowski ». Comme Nagasaki en 1945, l'année 1950 a vu une seconde bifurcation de la trajectoire de Bronowski qu'il a ainsi présentée :
Pour ses talents en mathématiques, il a été demandé à Bronowski d'appliquer les méthodes statistiques pour résoudre un problème de paléontologie et de déterminer si le crâne fossilisé de l'enfant de Taung, auparavant découvert en Afrique orientale, pouvait appartenir à un ancêtre possible des humains d'aujourd'hui.
C'était le point de départ et les retrouvailles avec ses intérêts pour la biologie humaine et surtout sa production intellectuelle et ainsi commença sa nouvelle carrière de communicateur et de vulgarisateur scientifique, peut-être la partie la plus connue de ses travaux. Son émission à la BBC « The Brain Trust » devint rapidement populaire et lui a donné la réputation d'un savant de grande profondeur et de connaissance encyclopédique avec le don d'expliquer simplement les concepts scientifiques difficiles. En 1953, il a été Visiting Professor au Massachusetts Institute of Technology (MIT) et c'était à cette époque qu'il a travaillé sur les idées qui apparaissaient dans son livre Science and Human Values où il réfute l'idée d'une fracture entre « sciences dures » (physico-chimiques) et « sciences douces » (sociales ou humaines).
- « […] Pour moi, la science est une aspiration de l'esprit humain qui cherche l'unité sous le chaos de la nature, comme un écrivain la cherche dans la variété de la nature humaine. »

Parmi ses livres, on peut mentionner : The Common Sense of Science (1951), Science and Human Values (1956, édition revue en 1965), cité plus haut, et The Identity of Man (1965). Pour ses intérêts en biologie, Bronowski s'est engagé dans l'établissement de la Salk Institute for Biological Studies à La Jolla, près de San Diego, Californie. Cet Institut  avait pour but d'examiner l'intégration de la biologie aux sciences humaines.
La série télévisuelle de la BBC et le livre d'accompagnement (companion book) "The Ascent of Man" (« L'Évolution de l'homme (en) ») est la synthèse et le résumé des travaux de Bronowski.

## Homme
Bien que de courte stature, moins de 5 pieds soit environ 1,50 m, il était physiquement fort et athlétique dans sa jeunesse. Avec Rita Coblentz, il aura quatre filles dont l'historienne Lisa Jardine qui posera la question du dilemme moral autour des travaux de son père sur l'efficacité des bombardements durant la Seconde Guerre mondiale dans le documentaire « My Father, the Bomb and Me ». Il tomba malade dans la soixantaine lors du tournage de The Ascent of Man en 1973 et sa santé s'en détériora. Il mourut l'année suivante d'une attaque cardiaque à East Hampton, New York. Sa dépouille fut inhumée au cimetière de Highgate de Londres.

## Publications
- L'ascension de l'homme. Trad. Françoise Bouillot, Cassini, 2013  (ISBN 9782842251758) (The Ascent of Man. Little Brown & Co (T); [1st American ed.] edition , 1974,  (ISBN 0-613-12463-4)) (the companion book of the BBC TV series "The Ascent of Man]")
- The Origins of Knowledge and Imagination. Silliman Memorial Lectures. New Haven, Conn.: Yale University Press, 1978
- The Poet's Defence. Cambridge: Cambridge UP, 1939; rtp. Westport, Conn.: Hyperion Press, 1979
- William Blake and the Age of Revolution. Routledge and K. Paul, 1972,  (ISBN 0-7100-7277-5) (hardcover),  (ISBN 0-7100-7278-3) (pbk.)
- The Face of Violence. London, Turnstile Press, 1954
- The Common Sense of Science. Harvard University Press; Reprint edition 2004,  (ISBN 0-674-14651-4)
- Science and Human Values. 1956. New York: Harper & Row, 1965
- Insight. Harper & Row; [1st American ed.] edition , 1964, ASIN B0007DO1YG (the companion book of the BBC TV series "Insight")
- The Identity of Man. Garden City, NY: The Natural History Press, 1965
- Nature and Knowledge: The Philosophy of Contemporary Science.Condon lectures, Oregon State System of Higher Education, 1969
- William Blake: A man without a mask. London: Secker and Warburg, 1943
- (avec Bruce Mazlish), The Western Intellectual Tradition. New York: Harper and Brothers, 1960
- A Sense of the Future. Cambridge, Mk MIT Press, 1977